# Ochthebius mexicanus
Ochthebius mexicanus är en skalbaggsart som beskrevs av Perkins 1980. Ochthebius mexicanus ingår i släktet Ochthebius och familjen vattenbrynsbaggar. Inga underarter finns listade i Catalogue of Life.